# Liste der Stationen der Regio-S-Bahn Bremen/Niedersachsen

Logo der Regio-S-Bahn Bremen/Niedersachsen

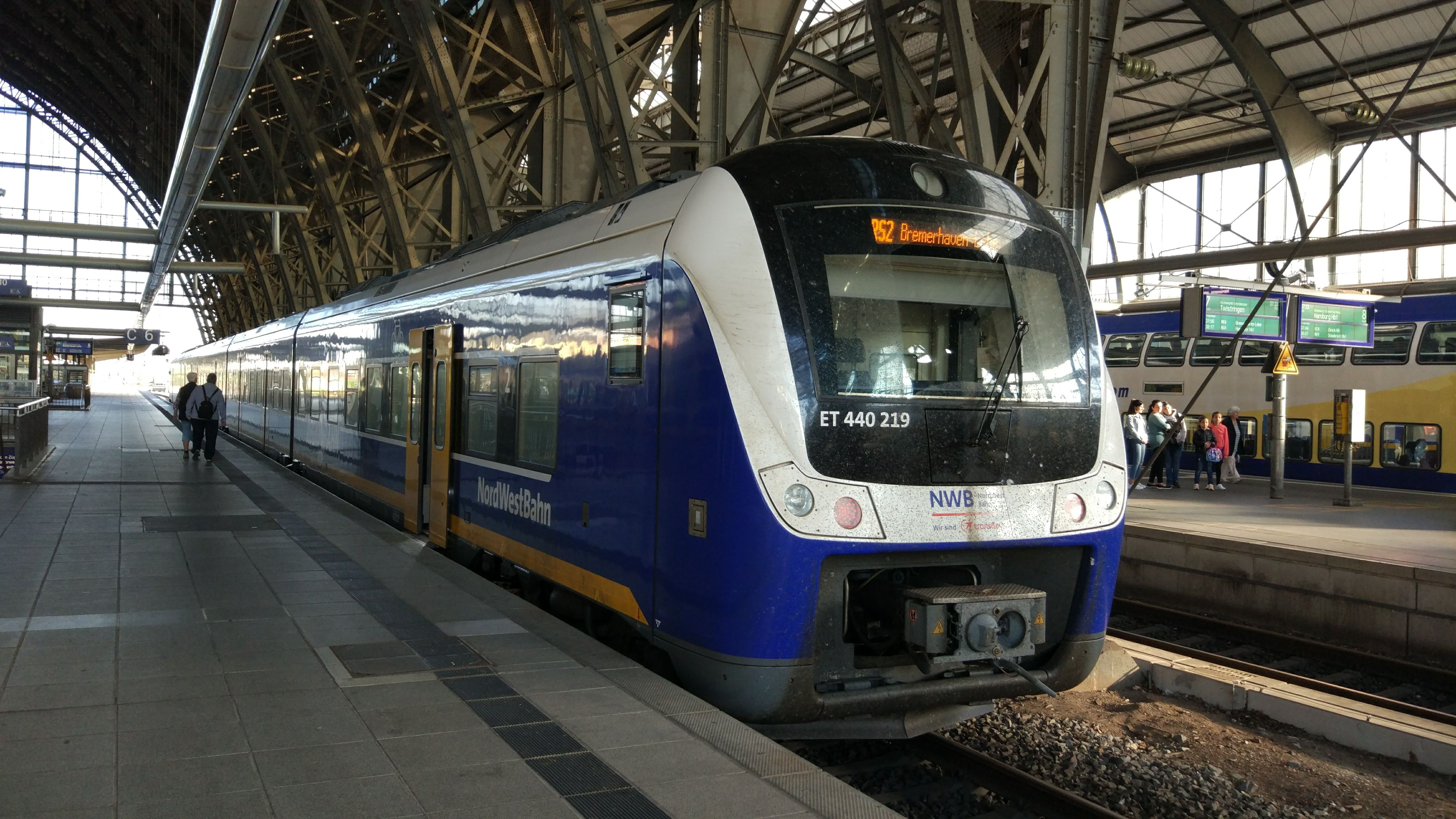
Ein als RS2 verkehrender Alstom Coradia Continental der NordWestBahn im Bremer Hauptbahnhof

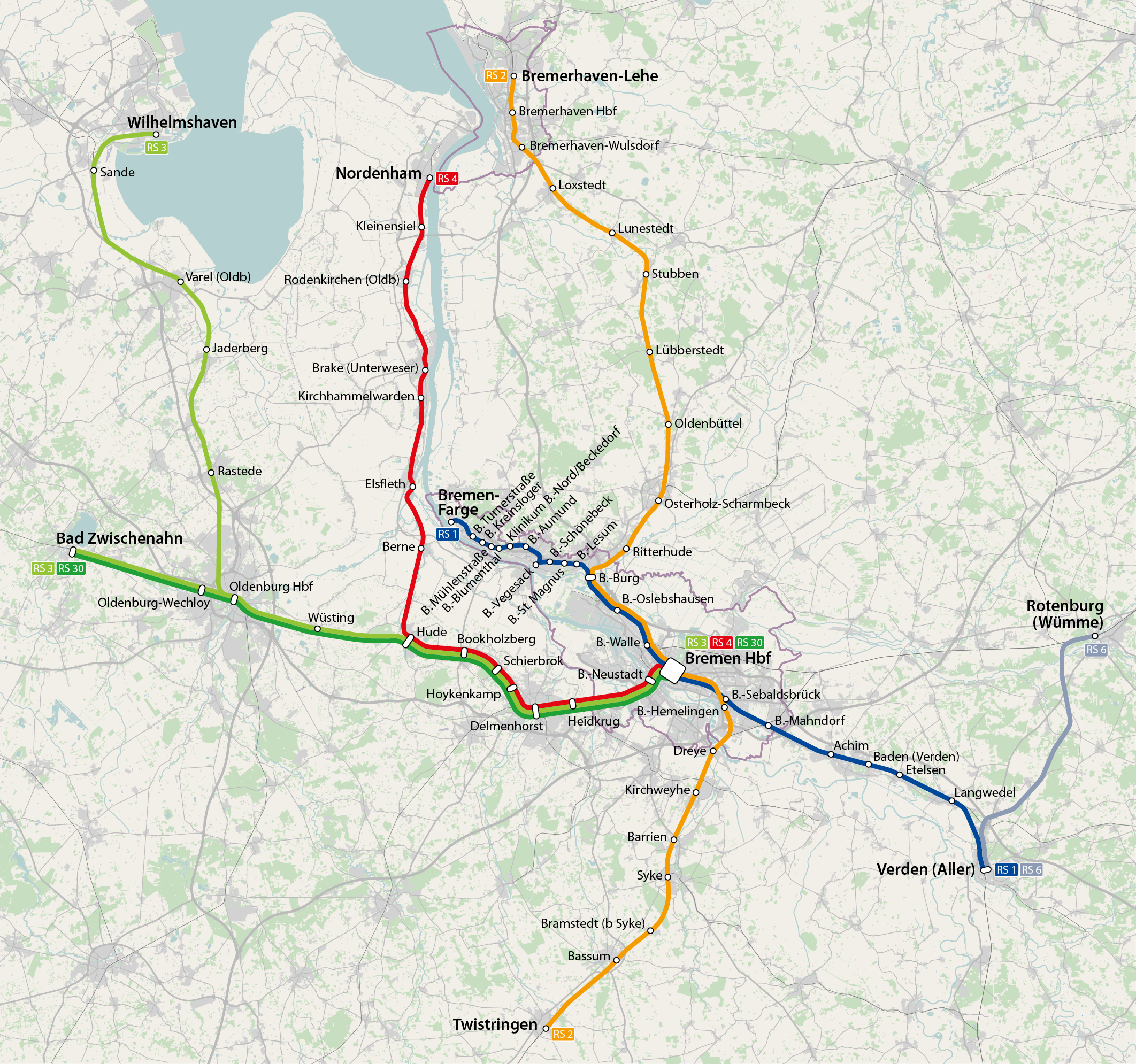
Liniennetz der Regio-S-Bahn Bremen/Niedersachsen

Die Liste der Stationen der S-Bahn Bremen stellt eine allgemeine Übersicht über alle Bahnhöfe und Haltepunkte der 2010 eröffneten und von der NordWestBahn betriebenen Regio-S-Bahn Bremen/Niedersachsen im Netz des Verkehrsverbundes Bremen/Niedersachsen dar. Auf einem Streckennetz von 342,1 Kilometern Länge und einem Liniennetz von 425,5 Kilometern Länge befinden sich aktuell 64 Stationen. An 24 Stationen besteht eine Umsteigemöglichkeit zum Regionalverkehr sowie an sechs dieser Stationen zusätzlich die Möglichkeit den Fernverkehr zu nutzen. Zentraler Knotenpunkt der Regio-S-Bahn ist der Bremer Hauptbahnhof, der auch im Bremer Nahverkehr eine herausragende Stellung einnimmt.
Die sechs Regio-S-Bahn-Linien verbinden Bremen, Bremerhaven, Delmenhorst, Oldenburg sowie Wilhelmshaven miteinander und erschließen größtenteils die Landkreise Osterholz, Verden sowie Wesermarsch bzw. in geringerem Maße die Landkreise Ammerland, Cuxhaven, Diepholz, Friesland sowie Oldenburg und damit überwiegend das zentrale Gebiet der Metropolregion Nordwest.
Mit Beginn des ersten Verkehrsvertrages im Jahr 2010 umfasste das Netz die vier Stammlinien (RS1, RS2, RS3, RS4). Mit Fahrplanwechsel im Dezember 2022 kamen die RS30 sowie RS6 hinzu und Wilhelmshaven wurde über die RS3 neu in das Netz eingebunden. Weitere geplante Maßnahmen umfassen neben der Einrichtung der RS5 Richtung Rotenburg (Wümme) weitere Taktverbesserungen sowie neue Haltepunkte.

## Linien
Die Tabelle listet alle sechs Linien der Regio-S-Bahn Bremen/Niedersachsen mit allen bedienten Stationen sowie der Linienlänge. Der Vorsatz Bremen wird bei den entsprechenden Stationen mit HB abgekürzt.
Stand: Dezember 2022
| Linie | Linienverlauf mit bedienten Stationen | Linienverlauf mit bedienten Stationen | Anzahl Stationen | Länge    |
| ----- | --- | --- | ---------------- | -------- |
| RS 1  | HB-Farge – HB-Turnerstraße – HB-Kreinsloger – HB-Mühlenstraße – HB-Blumenthal – Klinikum Bremen-Nord/Beckedorf – HB-Aumund – HB-Vegesack – HB-Schönebeck – HB-St. Magnus – HB-Lesum – HB-Burg – HB-Oslebshausen – HB-Walle – HB Hauptbahnhof – HB-Sebaldsbrück – HB-Mahndorf – Achim – Baden (Kr Verden) – Etelsen – Langwedel – Verden (Aller) | HB-Farge – HB-Turnerstraße – HB-Kreinsloger – HB-Mühlenstraße – HB-Blumenthal – Klinikum Bremen-Nord/Beckedorf – HB-Aumund – HB-Vegesack – HB-Schönebeck – HB-St. Magnus – HB-Lesum – HB-Burg – HB-Oslebshausen – HB-Walle – HB Hauptbahnhof – HB-Sebaldsbrück – HB-Mahndorf – Achim – Baden (Kr Verden) – Etelsen – Langwedel – Verden (Aller) | 22               | 063,3 km |
| RS 2  | Bremerhaven-Lehe – Bremerhaven Hbf – Bremerhaven-Wulsdorf – Loxstedt – Lunestedt – Stubben – Lübberstedt – Oldenbüttel – Osterholz-Scharmbeck – Ritterhude – HB-Burg – HB Hauptbahnhof – HB-Hemelingen – Dreye – Kirchweyhe – Barrien – Syke – Bramstedt – Bassum – Twistringen                                                                 | Bremerhaven-Lehe – Bremerhaven Hbf – Bremerhaven-Wulsdorf – Loxstedt – Lunestedt – Stubben – Lübberstedt – Oldenbüttel – Osterholz-Scharmbeck – Ritterhude – HB-Burg – HB Hauptbahnhof – HB-Hemelingen – Dreye – Kirchweyhe – Barrien – Syke – Bramstedt – Bassum – Twistringen                                                                 | 20               | 107,4 km |
| RS 3  | Wilhelmshaven – Sande – Varel (Oldb) – Jaderberg – Rastede – | Oldenburg (Oldb) Hbf – Wüsting – Hude – Bookholzberg – Schierbrok – Hoykenkamp – Delmenhorst – Heidkrug – HB-Neustadt – HB Hauptbahnhof | 15               | 096,8 km |
| RS 3  | Bad Zwischenahn – Oldenburg-Wechloy – | Oldenburg (Oldb) Hbf – Wüsting – Hude – Bookholzberg – Schierbrok – Hoykenkamp – Delmenhorst – Heidkrug – HB-Neustadt – HB Hauptbahnhof | 12               | 059,6 km |
| RS 30 | Bad Zwischenahn – Oldenburg-Wechloy – Oldenburg (Oldb) Hbf – Hude – Delmenhorst – HB Hauptbahnhof | Bad Zwischenahn – Oldenburg-Wechloy – Oldenburg (Oldb) Hbf – Hude – Delmenhorst – HB Hauptbahnhof | 06               | 059,6 km |
| RS 4  | Nordenham – Kleinensiel – Rodenkirchen (Oldb) – Brake (Unterweser) – Kirchhammelwarden – Elsfleth – Berne – Hude – Bookholzberg – Schierbrok – Hoykenkamp – Delmenhorst – Heidkrug – HB-Neustadt – HB Hauptbahnhof | Nordenham – Kleinensiel – Rodenkirchen (Oldb) – Brake (Unterweser) – Kirchhammelwarden – Elsfleth – Berne – Hude – Bookholzberg – Schierbrok – Hoykenkamp – Delmenhorst – Heidkrug – HB-Neustadt – HB Hauptbahnhof | 15               | 071,3 km |
| RS 6  | Rotenburg (Wümme) – Verden (Aller) | Rotenburg (Wümme) – Verden (Aller) | 02               | 027,1 km |

## Liste der Stationen
Die alphabetisch nach Stationsnamen sortierte Liste ist folgendermaßen aufgebaut:
- Station: Name der Regio-S-Bahn-Station.
- Jahr: Jahr, in dem die Station in das Regio-S-Bahn-Netz aufgenommen wurde.
- Stadtteil bzw. Gemeinde: Stadtteil Bremens, Stadt Bremerhaven oder niedersächsische Gemeinde bzw. Stadt, in der sich die Station befindet. Gebietskörperschaften außerhalb des Landes Bremen sind kursiv dargestellt.
- PK: Preisklasse der DB Station&Service. Liegt keine Angabe (k. A.) vor, wird die Station von einem anderen Infrastrukturbetreiber als DB Netz unterhalten.
- Strecken: Für das Regio-S-Bahn-Netz relevante Strecken, an der sich die Station befindet.
- Linien: Regio-S-Bahn-Linien, die die Station bedienen.
- ICE/IC: Fernverkehrsbahnhöfe mit Umsteigemöglichkeiten zu den ICE- bzw. IC-Zügen der Deutschen Bahn sind mit dem entsprechenden Symbol versehen.
- RE: Regelmäßig haltende Regional-Express-Linien, zu denen an der Station umgestiegen werden kann, sind mit dem entsprechenden Symbol angegeben.
- RB: Regelmäßig haltende Regionalbahn-Linien, zu denen an der Station umgestiegen werden kann, sind mit dem entsprechenden Symbol angegeben.
- Tram/Bus: Stationen mit Umsteigemöglichkeit zu den Straßenbahnen der BSAG (Straßenbahn Bremen) bzw. den Stadtbussen der BSAG sind mit dem entsprechenden Symbol versehen.
- Barrierefrei: Angabe, ob eine Station vollständig barrierefrei ist.
- Anmerkungen: Besonderheiten und sonstige Anmerkungen zur Station.
- Bild: Bild der Station.

Stand: Dezember 2022
| Station                        | Jahr | Stadtteil/ Gemeinde  | PK    | Strecken                                                                 | Linien                    | ICE/IC   | RE                        | RB                | Tram/ Bus                            | Barrierefrei | Anmerkungen                      | Bild                           |
| ------------------------------ | ---- | -------------------- | ----- | ------------------------------------------------------------------------ | ------------------------- | -------- | ------------------------- | ----------------- | ------------------------------------ | ------------ | -------------------------------- | ------------------------------ |
| Achim                          | 2011 | Achim                | 4     | Wunstorf–Bremen                                                          | RS 1                      |          | RE 1 RE 8                 | RB 37             | Stadtbus Bremen                      | Ja           |                                  | Achim (2018)                   |
| Bad Zwischenahn                | 2010 | Bad Zwischenahn      | 5     | Oldenburg–Leer                                                           | RS 3 RS 30                | IC       | RE 1                      |                   |                                      | Ja           |                                  | Bahnhof Bad Zwischenahn (2021) |
| Baden (Kr Verden)              | 2011 | Achim                | 5     | Wunstorf–Bremen                                                          | RS 1                      |          |                           |                   |                                      | Ja           |                                  | Baden (Verden) (2014)          |
| Barrien                        | 2010 | Syke                 | 6     | Wanne-Eickel–Hamburg                                                     | RS 2                      |          |                           |                   |                                      | Nein         |                                  | Barrien (2008)                 |
| Bassum                         | 2010 | Bassum               | 4     | Wanne-Eickel–Hamburg                                                     | RS 2                      |          | RE 9                      |                   |                                      | Ja           |                                  | Bassum (2009)                  |
| Berne                          | 2010 | Berne                | 6     | Hude–Blexen                                                              | RS 4                      |          |                           |                   | Stadtbus Bremen                      | Ja           |                                  | Berne (2014)                   |
| Bookholzberg                   | 2010 | Ganderkesee          | 6     | Bremen–Oldenburg                                                         | RS 3 RS 4                 |          |                           |                   |                                      | Ja           |                                  | Bookholzberg (2015)            |
| Brake (Unterweser)             | 2010 | Brake                | 5     | Hude–Blexen                                                              | RS 4                      |          |                           |                   |                                      | Ja           |                                  | Brake (2011)                   |
| Bramstedt (Syke)               | 2010 | Bassum               | 6     | Wanne-Eickel–Hamburg                                                     | RS 2                      |          |                           |                   |                                      | Nein         |                                  |                                |
| Bremen-Aumund                  | 2011 | Vegesack             | k. A. | Farge–Vegesack                                                           | RS 1                      |          |                           |                   | Stadtbus Bremen                      | Ja           |                                  | Aumund (2020)                  |
| Bremen-Blumenthal              | 2011 | Blumenthal           | k. A. | Farge–Vegesack                                                           | RS 1                      |          |                           |                   | Stadtbus Bremen                      | Ja           |                                  | Blumenthal (2020)              |
| Bremen-Burg                    | 2010 | Burglesum            | 4     | Burg–Vegesack Bremen–Bremerhaven                                         | RS 1 RS 2                 |          |                           |                   | Stadtbus Bremen                      | Ja           |                                  | Burg (2011)                    |
| Bremen-Farge                   | 2011 | Blumenthal           | k. A. | Farge–Vegesack                                                           | RS 1                      |          |                           |                   | Stadtbus Bremen                      | Ja           |                                  | Farge (2020)                   |
| Bremen Hbf                     | 2010 | Mitte                | 2     | Wunstorf–Bremen Wanne-Eickel–Hamburg Bremen–Bremerhaven Bremen–Oldenburg | RS 1 RS 2 RS 3 RS 4 RS 30 | ICE · IC | RE 1 RE 4 RE 8 RE 9 RE 19 | RB 37 RB 41 RB 58 | Straßenbahn Bremen · Stadtbus Bremen | Ja           |                                  | Hauptbahnhof (2005)            |
| Bremen-Hemelingen              | 2010 | Hemelingen           | 6     | Wanne-Eickel–Hamburg                                                     | RS 2                      |          |                           |                   | Stadtbus Bremen                      | Nein         | Verlegung geplant                |                                |
| Bremen Kreinsloger             | 2011 | Blumenthal           | k. A. | Farge–Vegesack                                                           | RS 1                      |          |                           |                   | Stadtbus Bremen                      | Ja           |                                  | Kreinsloger (2015)             |
| Bremen-Lesum                   | 2011 | Burglesum            | 5     | Burg–Vegesack                                                            | RS 1                      |          |                           |                   | Stadtbus Bremen                      | Ja           |                                  | Lesum (2020)                   |
| Bremen-Mahndorf                | 2011 | Hemelingen           | 4     | Wunstorf–Bremen                                                          | RS 1                      |          | RE 1 RE 8                 | RB 37             | Straßenbahn Bremen · Stadtbus Bremen | Ja           |                                  | Mahndorf (2016)                |
| Bremen Mühlenstraße            | 2011 | Blumenthal           | k. A. | Farge–Vegesack                                                           | RS 1                      |          |                           |                   |                                      | Ja           |                                  | Mühlenstraße (2020)            |
| Bremen Neustadt                | 2010 | Neustadt             | 5     | Bremen–Oldenburg                                                         | RS 3 RS 4                 |          |                           | RB 58             | Stadtbus Bremen                      | Nein         | Barrierefreier Umbau geplant     |                                |
| Bremen-Oslebshausen            | 2011 | Gröpelingen          | 5     | Bremen–Bremerhaven                                                       | RS 1                      |          |                           |                   | Stadtbus Bremen                      | Ja           |                                  | Oslebshausen (2012)            |
| Bremen-Schönebeck              | 2011 | Vegesack             | 5     | Burg–Vegesack                                                            | RS 1                      |          |                           |                   | Stadtbus Bremen                      | Ja           |                                  | Schönebeck (2020)              |
| Bremen-Sebaldsbrück            | 2011 | Hemelingen           | 5     | Wunstorf–Bremen                                                          | RS 1                      |          |                           |                   | Straßenbahn Bremen · Stadtbus Bremen | Nein         | Schließung geplant               |                                |
| Bremen-St. Magnus              | 2011 | Burglesum            | 5     | Burg–Vegesack                                                            | RS 1                      |          |                           |                   |                                      | Ja           |                                  | St. Magnus (2020)              |
| Bremen Turnerstraße            | 2011 | Blumenthal           | k. A. | Farge–Vegesack                                                           | RS 1                      |          |                           |                   | Stadtbus Bremen                      | Ja           |                                  | Turnerstraße (2020)            |
| Bremen-Vegesack                | 2011 | Vegesack             | 5     | Farge–Vegesack Burg–Vegesack                                             | RS 1                      |          |                           |                   | Stadtbus Bremen                      | Ja           |                                  | Vegesack (2020)                |
| Bremen-Walle                   | 2011 | Walle                | 4     | Bremen–Bremerhaven                                                       | RS 1                      |          |                           |                   | Straßenbahn Bremen · Stadtbus Bremen | Ja           |                                  |                                |
| Bremerhaven Hbf                | 2010 | Bremerhaven          | 3     | Bremen–Bremerhaven                                                       | RS 2                      | IC       | RE 8 RE 9                 | RB 33             | Stadtbus Bremen                      | Ja           |                                  | Bremerhaven Hbf (2013)         |
| Bremerhaven-Lehe               | 2010 | Bremerhaven          | 5     | Bremen–Bremerhaven                                                       | RS 2                      | IC       | RE 8 RE 9                 | RB 33             |                                      | Ja           |                                  | Bremerhaven-Lehe (2015)        |
| Bremerhaven-Wulsdorf           | 2010 | Bremerhaven          | 6     | Bremen–Bremerhaven                                                       | RS 2                      |          |                           | RB 33             |                                      | Ja           |                                  | Bremerhaven-Wulsdorf (2016)    |
| Delmenhorst                    | 2010 | Delmenhorst          | 3     | Bremen–Oldenburg                                                         | RS 3 RS 4 RS 30           | ICE · IC | RE 1 RE 19                | RB 58             | Stadtbus Bremen                      | Ja           | Im ICE-Verkehr nur Tagesrandhalt | Delmenhorst (2015)             |
| Dreye                          | 2010 | Weyhe                | 6     | Wanne-Eickel–Hamburg                                                     | RS 2                      |          |                           |                   |                                      | Nein         |                                  |                                |
| Elsfleth                       | 2010 | Elsfleth             | 6     | Hude–Blexen                                                              | RS 4                      |          |                           |                   |                                      | Ja           |                                  |                                |
| Etelsen                        | 2011 | Langwedel            | 4     | Wunstorf–Bremen                                                          | RS 1                      |          |                           |                   |                                      | Ja           |                                  | Etelsen (2015)                 |
| Heidkrug                       | 2010 | Delmenhorst          | 6     | Bremen–Oldenburg                                                         | RS 3 RS 4                 |          |                           |                   |                                      | Ja           |                                  | Heidkrug (2017)                |
| Hoykenkamp                     | 2010 | Ganderkesee          | 6     | Bremen–Oldenburg                                                         | RS 3 RS 4                 |          |                           |                   |                                      | Ja           |                                  | Hoykenkamp (2015)              |
| Hude                           | 2010 | Hude                 | 4     | Bremen–Oldenburg Hude–Blexen                                             | RS 3 RS 4 RS 30           | IC       | RE 1 RE 19                |                   |                                      | Ja           |                                  | Hude (2010)                    |
| Jaderberg                      | 2022 | Jade                 | 5     | Oldenburg–Wilhelmshaven                                                  | RS 3                      |          | RE 18                     |                   |                                      | Ja           |                                  |                                |
| Kirchhammelwarden              | 2014 | Brake                | 6     | Hude–Blexen                                                              | RS 4                      |          |                           |                   |                                      | Ja           |                                  |                                |
| Kirchweyhe                     | 2010 | Weyhe                | 4     | Wanne-Eickel–Hamburg                                                     | RS 2                      |          | RE 9                      |                   |                                      | Ja           |                                  | Kirchweyhe (2012)              |
| Kleinensiel                    | 2010 | Stadland             | 6     | Hude–Blexen                                                              | RS 4                      |          |                           |                   |                                      | Ja           |                                  |                                |
| Klinikum Bremen-Nord/Beckedorf | 2011 | Schwanewede          | k. A. | Farge–Vegesack                                                           | RS 1                      |          |                           |                   | Stadtbus Bremen                      | Ja           |                                  |                                |
| Langwedel                      | 2011 | Langwedel            | 4     | Wunstorf–Bremen                                                          | RS 1                      |          |                           | RB 37             |                                      | Ja           |                                  | Langwedel (2008)               |
| Loxstedt                       | 2010 | Loxstedt             | 6     | Bremen–Bremerhaven                                                       | RS 2                      |          |                           |                   |                                      | Ja           |                                  |                                |
| Lübberstedt                    | 2010 | Lübberstedt          | 6     | Bremen–Bremerhaven                                                       | RS 2                      |          |                           |                   |                                      | Ja           |                                  | Lübberstedt (2015)             |
| Lunestedt                      | 2010 | Beverstedt           | 6     | Bremen–Bremerhaven                                                       | RS 2                      |          |                           |                   |                                      | Ja           |                                  |                                |
| Nordenham                      | 2010 | Nordenham            | 6     | Hude–Blexen                                                              | RS 4                      |          |                           |                   |                                      | Ja           |                                  |                                |
| Oldenburg (Oldb) Hbf           | 2010 | Oldenburg            | 2     | Bremen–Oldenburg Oldenburg–Leer                                          | RS 3 RS30                 | ICE · IC | RE 1 RE 18 RE 19          |                   | Stadtbus Bremen                      | Ja           | Im ICE-Verkehr nur Tagesrandhalt | Oldenburg Hbf (2018)           |
| Oldenburg-Wechloy              | 2015 | Oldenburg            | 6     | Oldenburg–Leer                                                           | RS 3 RS 30                |          |                           |                   |                                      | Ja           |                                  | Oldenburg-Wechloy (2015)       |
| Oldenbüttel                    | 2010 | Hambergen            | 6     | Bremen–Bremerhaven                                                       | RS 2                      |          |                           |                   |                                      | Ja           |                                  |                                |
| Osterholz-Scharmbeck           | 2010 | Osterholz-Scharmbeck | 4     | Bremen–Bremerhaven                                                       | RS 2                      |          | RE 8 RE 9                 |                   | Stadtbus Bremen                      | Ja           |                                  | Osterholz-Scharmbeck (2016)    |
| Rastede                        | 2022 | Rastede              | 5     | Oldenburg–Wilhelmshaven                                                  | RS 3                      |          | RE 18                     |                   |                                      | Ja           |                                  | Rastede (2015)                 |
| Ritterhude                     | 2010 | Ritterhude           | 6     | Bremen–Bremerhaven                                                       | RS 2                      |          |                           |                   |                                      | Ja           |                                  | Ritterhude (2017)              |
| Rodenkirchen (Oldb)            | 2010 | Stadland             | 5     | Hude–Blexen                                                              | RS 4                      |          |                           |                   |                                      | Ja           |                                  |                                |
| Rotenburg (Wümme)              | 2022 | Rotenburg (Wümme)    | 4     | Verden–Rotenburg                                                         | RS 6                      |          | RE 4                      | RB 41             |                                      | Ja           |                                  | Rotenburg (Wümme) (2009)       |
| Sande                          | 2022 | Sande (Friesland)    | 5     | Oldenburg–Wilhelmshaven                                                  | RS 3                      |          | RE 18                     | RB 59             |                                      | Ja           |                                  | Sande (2022)                   |
| Schierbrok                     | 2010 | Ganderkesee          | 6     | Bremen–Oldenburg                                                         | RS 3 RS 4                 |          |                           |                   |                                      | Ja           |                                  | Schierbrok (2015)              |
| Stubben                        | 2010 | Beverstedt           | 6     | Bremen–Bremerhaven                                                       | RS 2                      |          |                           |                   |                                      | Ja           |                                  | Stubben (2017)                 |
| Syke                           | 2010 | Syke                 | 4     | Wanne-Eickel–Hamburg                                                     | RS 2                      |          | RE 9                      |                   |                                      | Ja           |                                  | Syke (2012)                    |
| Twistringen                    | 2010 | Twistringen          | 4     | Wanne-Eickel–Hamburg                                                     | RS 2                      |          | RE 9                      |                   |                                      | Ja           |                                  | Twistringen (2010)             |
| Varel (Oldb)                   | 2022 | Varel                | 5     | Oldenburg–Wilhelmshaven                                                  | RS 3                      |          | RE 18                     |                   |                                      | Ja           |                                  | Varel (2010)                   |
| Verden (Aller)                 | 2011 | Verden               | 3     | Wunstorf–Bremen Verden–Rotenburg                                         | RS 1 RS 6                 | ICE · IC | RE 1 RE 8                 | RB 76             | Stadtbus Bremen                      | Ja           | Im ICE-Verkehr nur Tagesrandhalt | Verden (Aller) (2015)          |
| Wilhelmshaven                  | 2022 | Wilhelmshaven        | 4     | Oldenburg–Wilhelmshaven                                                  | RS 3                      |          | RE 18                     | RB 59             | Stadtbus Bremen                      | Ja           |                                  | Wilhelmshaven (2018)           |
| Wüsting                        | 2010 | Hude                 | 6     | Bremen–Oldenburg                                                         | RS 3                      |          |                           |                   |                                      | Ja           |                                  | Wüsting (2014)                 |